# Robert Zahn
Robert Zahn (Bruchsal, 9 gennaio 1870 – Berlino, 27 novembre 1945) è stato un archeologo tedesco, specializzato nello studio della ceramica e di altri piccoli oggetti dell'antica Grecia.

## Biografia
Studiò filologia classica e storia antica presso l'Università di Heidelberg e lavorò come assistente presso l'Istituto archeologico dell'università. Nel 1896 conseguì il dottorato a Heidelberg come allievo di Friedrich von Duhn, e successivamente partecipò agli scavi archeologici presso Acropoli ad Atene. Nel 1901 divenne assistente direttore presso il Dipartimento di Antichità a Berlino, dove nel 1931  succedette Theodor Wiegand come direttore. Nel 1928 venne nominato professore onorario presso l'Università di Berlino.

## Opere principali
- Die Darstellung der Barbaren in griechischer Litteratur und Kunst der vorhellenistischen Zeit (tesi di dottorato, 1896).
- Vasenscherben aus Klazomenai, 1898.
- Zur Midasvase aus Eleusis, 1899.
- Hellenistische Reliefgefässe aus Südrussland, 1908.
- Ktō Chrō : glasierter Tonbecher im Berliner Antiquarium, 1923.
- Die antiken Vasen von der Akropolis zu Athen (con Botho Graef, Ernst Langlotz, Paul Hartwig e Paul Wolters).
- Zur hellenistischen Schmuckkunst, 1930.[4]